# Belgijska tijara
Belgijski tijara je jedna od najneobičnijih papinskih tijara, uglavnom zbog svog dizajna.
Tijaru je darovao kralj Belgije, 18. lipnja 1871., papi Piju IX. Iako razlog za darovanje tijare nije poznat, njegovo darivanje može biti čin podrške zbog gubitka papinske države, godinu dana ranije, 1870. godine. Nije poznato je li se ova tijara ikada nosila. Pio IX. je za vrijeme svoga pontifikata dobio čak šest tijara.
Tijaru je dizajnirao Jean-Baptiste Béthune u Ghentu. Dok slijedi tradicionalni oblik stošca, njegove uspravne zlatne krune stvaraju vanjski oblik koji se razlikuje od većine tijara. Na krunama je ispisano sljedeće:
- gornja kruna: Iesu Christi Vicario Infallibili (Nepogrešivi vikar Isusa Krista);
- srednja kruna: Orbis Svpremo Terra Rectori (Vrhovni rektor svijeta);
- donja kruna: Regum Atqve Popvlorvm Patri (Otac zemalja i kraljeva).